# Premio Ariel per il miglior attore

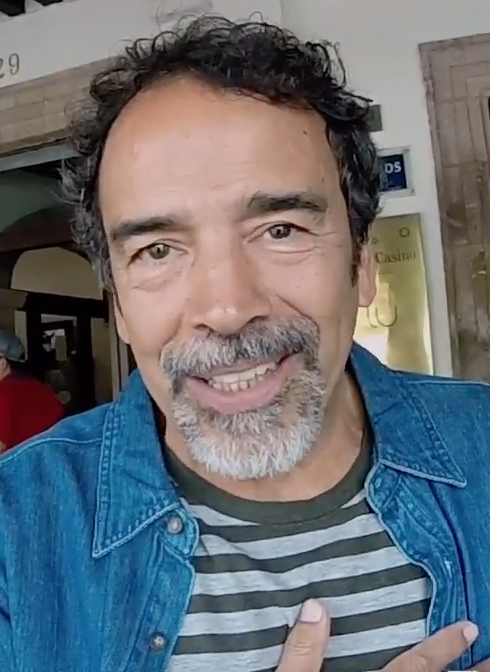
Damián Alcázar detiene il record di vittorie, con 5 premi, e di nomination, 8.

Il Premio Ariel per il migliore attore (Premio Ariel al mejor actor) è un riconoscimento annuale del Premio Ariel assegnato al migliore attore di film di produzione messicana scelto dall'Academia Mexicana de Artes y Ciencias Cinematográficas.

## Vincitori e candidati
I vincitori sono indicati in grassetto, a seguire gli altri candidati.

### Anni 1940-1949
- 1946: Domingo Soler - La barraca
  - Pedro Armendáriz - Abbandonata (Las abandonadas)
  - Arturo de Córdova - Jungla in fiamme (La selva de fuego)
- 1947: David Silva - Campeón sin corona
  - Pedro Armendáriz - Enamorada
  - Antonio Badú - Cantaclaro
- 1948: Pedro Armendáriz - La perla
  - Pedro Infante - Cuando lloran los valientes
  - Julián Soler - El secreto de Juan Palomo
- 1949: Carlos López Moctezuma- Il mostro di Rio Escondido (Rio Escondido)
  - Pedro Infante - Los tres huastecos
  - David Silva - Esquina, bajan...! (¡Esquina bajan!)

### Anni 1950-1959
- 1950: Roberto Cañedo - Dimenticati da Dio
  - Arturo de Córdova - Medianoche
  - Pedro Infante - La oveja negra
- 1951: Fernando Soler - No desearás a la mujer de tu hijo
  - Pedro Armendáriz - Rosauro Castro
  - Arturo de Córdova - El hombre sin rostro
- 1952: Arturo de Córdova - Nel palmo della mano (En la palma de tu mano)
  - Roberto Cañedo - Crimen y castigo
  - Fernando Soler - El grito de la carne
- 1953: Pedro Armendáriz - Santa Cruz (El rebozo de Soledad)
  - Arturo de Córdova - Mi esposa y la otra
  - Pedro Infante - Un rincón cerca del cielo
- 1954: Arturo de Córdova - Le tre moschettiere (Las tres perfectas casadas)
  - Pedro Infante - Pepe El Toro
  - Julio Villarreal - Eugenia Grandet
- 1955: Víctor Parra - Los Fernández de Peralvillo
  - Pedro Armendáriz - La rebelión de los colgados
  - Pedro López Lagar - El gran autor
- 1956: Pedro Infante - La vida no vale nada
  - Ernesto Alonso - Estasi di un delitto (Ensayo de un crimen)
  - David Silva - Espaldas mojadas
- 1957: Víctor Manuel Mendoza - Talpa
  - Carlos Baena - Adán y Eva
  - Adalberto Martínez - El rey de México
- 1958: Arturo de Córdova - Feliz año, amor mío
  - Pedro Infante - Tizoc
  - Carlos Montalbán - Bambalinas

### Anni 1970-1979
Il premio è stato sospeso fino al 1973.
- 1973: Ignacio López Tarso - Rosa blanca
  - Alfonso Arau - El rincón de las vírgenes
  - Jorge Martínez de Hoyos - Los días del amor
- 1974: Pancho Córdova - Fe, esperanza y caridad
  - Sergio Jiménez - El cambio
  - Ignacio López Tarso - El profeta Mimì
- 1975: Héctor Bonilla - Meridiano 100
  - Ignacio López Tarso - Rapiña
  - Jorge Martínez de Hoyos - La venida del rey Olmos
- 1976: Jorge Russek - De todos modos Juan te llamas
  - Juan Ferrara - De todos modos Juan te llamas
  - Enrique Lucero - Canoa
- 1977: Pedro Armendáriz, Jr. - Mina, viento de libertad
  - Héctor Ortega - Cuartelazo
  - Bruno Rey - Cuartelazo
- 1978: Roberto Cobo - El lugar sin límites
  - Pedro Armendáriz, Jr. - Los pequeños privilegios
  - Héctor Bonilla - Matinée
- 1979: José Alonso - En la trampa
  - Héctor Bonilla - Bloody Marlene
  - Nelson Villagra - El recurso del método

### Anni 1980-1989
- 1980: Manuel Ojeda - El infierno de todos tan temido e Fuego en el mar
  - Valentín Trujillo - Perro Callejero
- 1981: Juan Ferrara - Misterio
  - Eric del Castillo - Las grandes aguas
  - Carlos Riquelme - En la tormenta
- 1982: Alejandro Parodi - Llámenme Mike
  - Pedro Armendáriz, Jr. - Rastro de muerte
  - Manuel Ojeda - ¡Ora Sí Tenemos Que Ganar!
- 1983: Ernesto Gómez Cruz - La víspera
  - Sergio Jiménez - La pachanga
  - Noé Murayama - La pachanga
- 1984: Humberto Zurita - Bajo la metralla
  - Mario Almada - La viuda negra
  - Miguel Ángel Ferriz- El tonto que hacía Milagros
- 1985: José Carlos Ruiz - Vidas errantes
  - Ignacio Guadalupe - Vidas errantes
  - Rafael Sánchez Navarro - El otro
- 1986: Claudio Brook - Memoriales perdidos
  - Alonso Echánove - Los motivos de luz
  - Alfredo Sevilla -	Redondo
- 1987: Ernesto Gómez Cruz - El imperio de la fortuna
  - Fernando Arau - Chido Guan, el tacos de oro
  - Mario Almada - Chido Guan, el tacos de oro
- 1988: Gonzalo Vega - Lo que importa es vivir
  - Fernando Balzaretti - Días dificiles
  - Manuel Ojeda - Muelle rojo
- 1989: Alonso Echánove - Mentiras piadosas
  - Alberto Pedret - ¿Nos traicionará el Presidente?
  - Bruno Rey - El jinete de la Divina Providencia

### Anni 1990-1999
- 1990: José Carlos Ruiz - Goitia, un dios para sí mismo
  - Roberto Guzmán - Sabadazo
  - Enrique Rocha - El otro crimen
- 1991: Héctor Bonilla - Rojo amanecer
- 1992:Mario Iván Martínez - Come l'acqua per il cioccolato (Como agua para chocolate)
  - José Alonso - La tarea
  - Eduardo López Rojas - La mujer de Benjamín
- 1993: Alonso Echánove - Modelo antiguo
  - José Alonso - Bartolomé de las Casas (la leyenda negra)
  - Roberto Sosa- Ángel de fuego
- 1994: Bruno Bichir - Principio y fin
  - Rodolfo de Anda - Kino
- 1995: Demián Bichir - Hasta morir
  - Damián Alcázar - Dos crimines
  - Bruno Bichir - El jardín del Edén
  - Ernesto Gómez Cruz - Nel cuore della città - Midaq Alley (El callejón de los milagros)
  - Luis Felipe Tovar - Bienvenido — Welcome
- 1996: Fernando Torre Lapham - Sin remitente
  - José Alonso - Mujeres insumisas
  - Bruno Bichir - El anzuelo
  - Roberto Cobo - Dulces compañías
- 1997: Daniel Giménez Cacho - Profundo carmesí
  - Demián Bichir - Cilantro y Perejil
  - Héctor Bonilla - Luces de la noche
- 1998: Jorge Galván - Por si no te vuelvo a ver
  - Martín Altomaro - Libre de culpas
  - Claudio Obregón - De noche vienes, Esmeralda
- 1999: Damián Alcázar - Bajo California: El límite del tiempo
  - Daniel Acuña - Un embrujo
  - Roberto Sosa - Fibra óptica

### Anni 2000-2009
- 2000: Damián Alcázar - La ley de Herodes
  - Demián Bichir - Sexo, pudor y lágrimas
  - Guillermo Larrea - Rito terminal
- 2001: Gael García Bernal - Amores perros
  - Bruno Bichir - Crónica de un desayuno
  - Alejandro Parodi - Su alteza serenissima
- 2002: Arturo Ríos - Cuento de hadas para dormir cocodrilos
  - Luis Fernando Peña - De la calle
  - Jorge Zárate - Pachito Rex, me voy pero no del todo
- 2003: Daniel Giménez Cacho - Aro Tolbukhin - Nella mente di un assassino (Aro Tolbukhin - En la mente del asesino)
  - Alberto Estrella - eXXXorcismos
  - Luis Fernando Peña - Amar te duele
- 2004: Rafael Inclán - Nicotina
  - Alejandro Ferretis - Japón
  - Eduardo Palomo - El misterio del Trinidad
- 2005: Enrique Arreola - Temporada de patos
  - Alejandro Calva - Manos libres (Nadie te habla)
  - Silverio Palacios - Cero y Van Cuatro
- 2006: Damián Alcázar - Las vueltas del citrillo
  - David Aarón Estrada - Noticias lejanas
  - Dagoberto Gama - Mezcal
- 2007: Damián Alcázar - Crónicas
  - Armando Hernández - Fuera del cielo
  - Gabino Rodríguez - La niña en la piedra
- 2008: Jorge Zárate - Dos abrazos
  - Enrique Arreola - Párpados azules
  - Alan Chávez - Partes usadas
  - Lázaro Ramos - Cobrador: In God We Trust
- 2009: Mario Zaragoza - Desierto adentro
  - Juan Pablo de Santiago - Voy a explotar
  - Diego Luna - Rudo y Cursi

### Anni 2010-2019
- 2010: Fernando Luján - Cinco días sin Nora
  - Silverio Palacios - Conozca la cabeza de Juan Pérez
  - Harold Torres - Norteado
- 2011: Damián Alcázar - El infierno
  - Javier Bardem - Biutiful
  - Demián Bichir - Hidalgo - La historia jamás contada
  - Hansel Ramírez - La mitad del mundo
- 2012: Tenoch Huerta - Dias de gracia
  - Joaquín Cosío - Pastorela
  - Noé Hernández - Miss Bala
- 2013: Roberto Sosa - El fantástico mundo de Juan Orol
  - Francisco Cruz - Entre la noche y el día
  - Hernán Mendoza - Después de Lucía
  - Carlos Vallarino - La demora
- 2014: Brandon López - La gabbia dorata (La jaula de oro)
  - Armando Espitia - Heli
  - Luis Gerardo Méndez - Nosotros los Nobles
  - Jesús Padilla - Workers
  - Harold Torres - La cebra
- 2015: Juan Manuel Bernal - Obediencia perfecta
  - Kristyan Ferrer - Guten Tag, Ramón
  - Tenoch Huerta - Güeros
  - Óscar Jaenada - Cantinflas
  - Harold Torres - González
- 2016: Marco Pérez - Gloria
  - Damián Alcázar - La delgada línea amarilla
  - Kristyan Ferrer - 600 Millas
  - Tenoch Huerta - El Más Buscado
  - Tim Roth - 600 Millas
- 2017: 
  - Adrián Ladrón - La 4ª Compañía
  - José Carlos Ruiz - Almacenados
  - Gael García Bernal - Me estás matando, Susana
  - Danny Glover - Sr. Pig
  - Noé Hernández - Tenemos la carne
- 2018: Eligio Meléndez - Sueño en otro idioma
  - Leonardo Alonso - El vigilante
  - Humberto Busto - Oso polar
  - Daniel Giménez Cacho - Los adioses
  - Gabino Rodríguez - Los crímenes de Mar del Norte
- 2019: Noé Hernández - Ocho de cada diez
  - Damián Alcázar - De la infancia
  - Baltimore Beltrán - Mente Revólver
  - Gael García Bernal - Museo - Folle rapina a Città del Messico (Museo)
  - Luis Gerardo Méndez - Bayoneta

### Anni 2020-2029
- 2020: Luis Alberti - Mano de obra
  - Benny Emmanuel - Chicuarotes
  - Armando Hernández - La paloma y el lobo
  - Xabiani Ponce de León - Esto no es Berlín
  - José María Yázpik - Polvo
- 2021: Alfonso Herrera - Il ballo dei 41 (El baile de los 41)
  - Armando Espitia - Te llevo conmigo
  - Demián Bichir - Danyka
  - Fernando Cuautle - Nuevo orden
  - Juan Pablo Medina - El club de los idealistas
  - Lázaro Gabino Rodríguez - Fauna
- 2022: Raúl Briones - Una película de policías
  - Alejandro Suárez - El diablo entre las piernas
  - Benny Emmanuel - Cosas imposibles
  - Leonardo Ortizgris - Los minutos negros
  - Noé Hernández - Nudo mixteco
- 2023: Daniel Giménez Cacho - Bardo, la cronaca falsa di alcune verità (Bardo, falsa crónica de unas cuantas verdades)
  - Álvaro Guerrero - La civil
  - Cuauhtlí Jiménez - Finlandia
  - Hernán Mendoza - La caja
  - Gerardo Trejoluna - A nord sul vuoto (El Norte Sobre el Vacío)
- 2024: Noé Hernández - Kokoloko
  - Pedro de Tavira - Recursos humanos
  - Daniel Giménez Cacho - Familia
  - Juan Daniel García Treviño - Perdidos en la noche
  - Harold Torres - Desparecer por completo

## Fonti
- Ariel > Ariel > Ganadores y nominados >  Actor, su academiamexicana.com. URL consultato il 4 aprile 2020 (archiviato dall'url originale il 28 settembre 2007).}